# هیرومی آمادا
هیرومی آمادا (ژاپنی: 天田 ヒロミ؛ زادهٔ ۱۰ مهٔ ۱۹۷۳) کیک‌بوکسینگ‌کار و بوکسور اهل ژاپن بود.